# Luci Apusti
Luci Apusti (llatí: Lucius Apustius) va ser un militar romà dels segles iv i iii aC que formava part de la gens Apústia.
Era el comandant de les tropes romanes estacionades a Tàrent l'any 215 aC i va defensar la ciutat davant l'atac constant dels cartaginesos a inicis de la Segona Guerra Púnica.